# Kim Geon-hee
Kim Geon-hee (9 agosto 2000) è una pattinatrice di short track sudcoreana.

## Biografia
E' allenata da Kim Sun-tae e Lee Seung-hoon.
Ai mondiali junior di Bormio 2020 ha vinto la medaglia d'oro nei 1500 metri.
Ai mondiali di Sofia 2019 ha vinto la medaglia d'oro nella staffetta 3000 metri con le connazionali Choi Min-jeong, Kim Ji-yoo e Shim Suk-hee.

## Palmarès

### Mondiali
- 2 medaglie:
  - 1 oro (staffetta 3000 m a Sofia 2019);
  - 1 argento (staffetta 3000 m a Seul 2023).

### Mondiali junior
- 1 medaglia:
  - 1 oro (1500 m a Bormio 2020).